# Esqui aquático nos Jogos Pan-Americanos de 2011 - Wakeboard masculino
A competição do wakeboard masculino foi um dos eventos do esqui aquático nos Jogos Pan-Americanos de 2011, em Guadalajara. Foi disputada na Pista de Esqui Aquático de Boca Laguna nos dias 21 e 23 de outubro.

## Calendário
Horário local (UTC-6).
| Data          | Horário | Fase         |
| ------------- | ------- | ------------ |
| 21 de outubro | 9:00    | Preliminares |
| 23 de outubro | 9:00    | Finais       |

## Medalhistas
| Ouro   | USA Andrew Adkinson |
| Prata  | BRA Marcelo Giardi  |
| Bronze | ARG Alejo de Palma  |

## Resultados

### Preliminares
Os oito melhores atletas se classificaram para a final.
| Pos. | Nome                  | Pontuação |
| ---- | --------------------- | --------- |
| 1    | CAN Aaron Rathy       | 85.00     |
| 2    | USA Andrew Adkison    | 84.45     |
| 3    | BRA Marcelo Giardi    | 75.66     |
| 4    | ARG Alejo de Palma    | 66.23     |
| 5    | MEX Jorge Garizurieta | 57.34     |
| 6    | COL Juan Martín Vélez | 37.33     |
| 7    | ECU Jamie Bazan       | 34.45     |
| 8    | PER Sebastián Harmsen | 20.00     |

### Final
| Pos.              | Atleta                | Pontuação |
| ----------------- | --------------------- | --------- |
| Medalha de ouro   | USA Andrew Adkison    | 80.00     |
| Medalha de prata  | BRA Marcelo Giardi    | 65.90     |
| Medalha de bronze | ARG Alejo de Palma    | 65.11     |
| 4                 | MEX Jorge Garizurieta | 57.34     |
| 5                 | COL Juan Martín Vélez | 45.44     |
| 6                 | ECU Jamie Bazan       | 38.11     |
| 7                 | PER Sebastián Harmsen | 22.89     |
| DSQ               | CAN Aaron Rathy       | 72.67     |

Legenda
| Recorde mundial      | Recorde mundial (World record)               |                       | Recorde africano                      | Recorde africano (African) |                                           | Q | Classificado por posição (Qualified) |
| Recorde olímpico     | Recorde olímpico (Olympic record)            | Recorde da América    | Recorde da América (Americas)         | q                          | Classificado por melhor tempo (Qualified) |   |                                      |
| Melhor marca do ano  | Melhor marca do ano (World leading)          | Recorde asiático      | Recorde asiático (Asian)              | DNS                        | Não largou (Did not start)                |   |                                      |
| Recorde nacional     | Recorde nacional (National record)           | Recorde europeu       | Recorde europeu (European)            | DNF                        | Não terminou (Did not finish)             |   |                                      |
| Recorde pessoal      | Recorde pessoal do atleta (Personal best)    | Recorde da Oceania    | Recorde da Oceania (Oceania)          | DSQ / DQ                   | Desclassificado (Disqualified)            |   |                                      |
| Recorde da temporada | Recorde da temporada do atleta (Season best) | Recorde sul-americano | Recorde sul-americano (South America) | NM                         | Sem marca (No mark)                       |   |                                      |